# Frederic Bohnenblust
Henri Frederic Bohnenblust (* 22. März 1906 in Neuenburg NE; † 30. März 2000 in Santa Barbara (Kalifornien)) war ein ursprünglich schweizerischer, dann US-amerikanischer Mathematiker. Er war der jüngste Bruder von Anne-Marie Bohnenblust.
Bohnenblust machte 1928 seinen Abschluss an der ETH Zürich und wurde 1931 an der Princeton University bei Einar Hille promoviert (On the Absolute Convergence of Dirichlet Series). Er blieb bis 1945 an der Princeton University (unterbrochen von Militärforschung während den Zweiten Weltkrieg, unter anderem mit Theodore von Kármán), war ein Jahr an der Indiana University und ab 1946 Professor am Caltech, wo er Anfang der 1950er Jahre die Mathematik-Fakultät leitete, 1956 bis 1970 Dekan für Graduate Studies war und 1974 emeritiert wurde.
Er war für seine Lehre in Mathematik besonders für Undergraduates bekannt und deshalb auch von Time Magazine 1966 als einer von 10 herausragenden Hochschullehrern in den USA präsentiert. Ein Komitee am Caltech unter seiner Leitung legte ein Calculus-Curriculum für die Universität fest, aus dem das Lehrbuch Calculus von Tom Apostol entstand. Bohnenblust war ein früher Fürsprecher der Verwendung von Computern in der Lehre.
Als Mathematiker befasste er sich mit Funktionalanalysis. Der Satz von Bohnenblust und Sobczyk ist nach ihm benannt (eine Erweiterung des Satzes von Hahn-Banach auf komplexe Vektorräume). Er befasste sich auch mit der Spieltheorie.
Ein Asteroid (15938 Bohnenblust) wurde von Paolo Comba (einem seiner Doktoranden) 1997 nach ihm benannt.